# European Structural Integrity Society
Die European Structural Integrity Society (ESIS) ist eine internationale, gemeinnützige, wissenschaftliche Fachgesellschaft im Bereich der Ingenieurwissenschaften.
Ihr Ziel ist die Schaffung und Erweiterung von Wissen über alle Aspekte der Strukturintegrität und die Verbreitung dieses Wissens. Damit sollen die Sicherheit und Leistungsfähigkeit von Strukturen und Komponenten verbessert werden.
ESIS gliedert sich in nationale Komitees in den verschiedenen europäischen Staaten. Die wissenschaftliche Arbeit ist in technischen Komitees organisiert, die sich verschiedenen Einzelthemen widmen, darunter:
| ESIS TC01 – Elastic Plastic Fracture Mechanics                                       |
| ESIS TC02 – Micromechanisms                                                          |
| ESIS TC03 – Fatigue Of Engineering Materials And Structures                          |
| ESIS TC04 – Polymers, Polymer Composites and Adhesives                               |
| ESIS TC05 – Dynamics of fracture and structural transformations                      |
| ESIS TC06 – Ceramics                                                                 |
| ESIS TC08 – Numerical Methods                                                        |
| ESIS TC09 – Concrete                                                                 |
| ESIS TC10 – Environmentally Assisted Cracking                                        |
| ESIS TC11 – High Temperature Mechanical Testing                                      |
| ESIS TC12 – Risk analysis and safety of large structures and components              |
| ESIS TC13 – Education and Training                                                   |
| ESIS TC14 – Integrity of Biomedical and Biological Materials                         |
| ESIS TC15 – Structural Integrity of Additive Manufactured Components (In-TEAM TC 15) |
| ESIS TC16 – Finite Fracture Mechanics                                                |
| ESIS TC17 – Non Destructive Evaluation                                               |
| ESIS TC24 – Integrity of Railway Structures                                          |

ESIS ist Veranstalter oder Unterstützer verschiedener internationaler Konferenzreihen: 
- ECF European Conference on Fracture (zweijähriger Turnus)

ESIS ist institutionell für folgende wissenschaftliche Zeitschriften verantwortlich:
- Engineering Failure Analysis
- Engineering Fracture Mechanics
- International Journal of Fatigue
- Theoretical and Applied Fracture Mechanics
- Procedia Structural Integrity